# گری ایر
گری ایر (انگلیسی: Garry Ayre؛ زادهٔ ۱۲ اکتبر ۱۹۵۳) بازیکن فوتبال اهل کانادا بود.
وی همچنین در تیم‌های ملی فوتبال کانادا و زیر ۲۳ سال کانادا بازی کرده‌است.